# Marmancón
San Pedro de Marmancón és una parròquia i localitat del municipi gallec de Ferrol, a la província de la Corunya. Es troba al nord del terme municipal. Entre el seu patrimoni destaca la capella de San Pedro.
L'any 2015 tenia 86 habitants agrupats en 2 entitats de població: Marmancón i Papoi.